# Hyperbolisch eingebettete Untergruppe
In der geometrischen Gruppentheorie, einem Teilgebiet der Mathematik, ist der Begriff der hyperbolisch eingebetteten Familien von Untergruppen eine Verallgemeinerung der peripheralen Struktur relativ hyperbolischer Gruppen.

## Definition
Sei {\displaystyle G} eine Gruppe. Eine Familie von Untergruppen {\displaystyle \left\{H_{\lambda }\right\}_{\lambda \in \Lambda }} heißt hyperbolisch eingebettet, wenn es eine Teilmenge {\displaystyle X\subset G} gibt, so dass gilt
- die Menge {\displaystyle X\cup \bigcup _{\lambda \in \Lambda }H_{\lambda }} ist ein Erzeugendensystem von {\displaystyle G} und der zugehörige Cayley-Graph {\displaystyle \Gamma (G,X\sqcup {\mathcal {H}})} (mit der disjunkten Vereinigung {\displaystyle {\mathcal {H}}=\bigsqcup H_{\lambda }}) ist hyperbolisch, und
- für jedes {\displaystyle \lambda \in \Lambda } ist {\displaystyle (H_{\lambda },{\hat {d}}_{\lambda })} ein eigentlicher metrischer Raum.

Dabei ist die Metrik {\displaystyle d_{\lambda }} auf {\displaystyle H_{\lambda }} definiert als die Länge kürzester Wege in {\displaystyle \Gamma (G,X\cup {\mathcal {H}})}, die keine Kanten des Cayley-Graphen {\displaystyle \Gamma (H_{\lambda },H_{\lambda })} enthalten.
Man sagt in diesem Fall auch, dass {\displaystyle H} in {\displaystyle (G,X)} hyperbolisch eingebettet ist. 

## Beispiele
- Für jede Gruppe {\displaystyle G} ist {\displaystyle G} hyperbolisch eingebettet in {\displaystyle G}. Man kann {\displaystyle X=\emptyset } nehmen.
- Sei {\displaystyle G=H\times \mathbb {Z} }  und {\displaystyle X=\left\{1\right\}} ein Erzeuger von {\displaystyle \mathbb {Z} }. Dann ist {\displaystyle \Gamma (G,X\sqcup H)} quasi-isometrisch zu {\displaystyle \mathbb {R} } und deshalb hyperbolisch. Jedoch ist {\displaystyle {\hat {d}}(h_{1},h_{2})\leq 3} für alle {\displaystyle H_{1},h_{2}\in H}. Wenn {\displaystyle H} unendlich ist, ist {\displaystyle H} damit nicht in {\displaystyle (G,X)} hyperbolisch eingebettet.
- Sei {\displaystyle G=H*\mathbb {Z} } und {\displaystyle X=\left\{1\right\}} ein Erzeuger mit {\displaystyle \mathbb {Z} }. Dann ist {\displaystyle \Gamma (G,X\sqcup H)} quasi-isometrisch zu einem Baum und {\displaystyle {\hat {d}}(h_{1},h_{2})=\infty } für alle {\displaystyle h_{1}\not =h_{2}}. Damit ist {\displaystyle H} in {\displaystyle (G,X)} hyperbolisch eingebettet.
- Nach einem Satz von Dahmani-Guirardel-Osin ist {\displaystyle G} genau dann hyperbolisch relativ zu {\displaystyle \left\{H_{\lambda }\right\}_{\lambda \in \Lambda }}, wenn es eine endliche Teilmenge {\displaystyle X\subset G} gibt so, dass {\displaystyle \left\{H_{\lambda }\right\}_{\lambda \in \Lambda }} hyperbolisch in {\displaystyle (G,X)} eingebettet ist.